# Perowskia
Perowskia (Perovskia Karelin, właśc. Salvia subg. Perovskia (Kar.) J.B.Walker, B.T.Drew & J.G. González) – tradycyjnie wyróżniany rodzaj roślin z rodziny jasnotowatych, współcześnie podrodzaj w obrębie rodzaju szałwia Salvia. Obejmuje 7–8 gatunków. Rośliny te występują w środkowo-zachodniej Azji – od północno-wschodniego Iranu po północno-zachodnie Indie i Tybet, na północy po Kazachstan. Rosną w suchych formacjach trawiastych.
Perowskia bylicowata oraz mieszańce z tego rodzaju są popularnie uprawiane jako ozdobne, cenione dla późnego kwitnienia i odporności na susze.
Nazwa rodzaju upamiętnia rosyjskiego gubernatora Turkiestanu – Wasilija Aleksiejewicza Pierowskiego (1794–1857).

## Morfologia
PokrójPółkrzewy osiągające do 1,5 m wysokości, o pędach srebrzystych pokryte włoskami pojedynczymi i gwiazdkowatymi, często lepkie.
LiścieUlistnienie naprzeciwległe, sezonowe. Liście rzadko całobrzegie, częściej wcinane głęboko i podwójnie pierzastosieczne.
KwiatyZebrane po 2–6 w luźno rozmieszczone okółki w szczytowej części pędu. Kwiaty są siedzące. Kielich zwykle gęsto owłosiony, zrosłodziałkowy, walcowaty, z 10 żyłkami, na końcu z dwoma nierównymi wargami i 5 łatkami. Korona fioletowoniebieska do białej, dwuwargowa, w dole z rurką walcowatą. Górna warga rozpostarta do odgiętej, dolna krótsza, całobrzega. Dwa pręciki i dwa prątniczki. Zalążnia górna z czterema zalążkami. Szyjka słupka pojedyncza, z rozwidlonym znamieniem. Występuje różnosłupkowość – w jednych kwiatach słupek jest długi i wystaje z korony, a pręciki krótkie są w niej schowane, w innych to słupek jest krótki, a pręciki wystają poza rurkę korony.
OwoceRozłupnie rozpadające się na cztery, jajowate i gładkie rozłupki.

## Systematyka
Pozycja systematyczna
Tradycyjnie rośliny tu zaliczane wyróżniane były jako rodzaj perowskia Perovskia w obrębie rodziny jasnotowatych (Lamiaceae). Badania molekularne i analizy filogenetyczne przeprowadzane w XXI wieku wykazały, że wyróżnianie tego rodzaju (i czterech innych) powoduje, że obfitujący w gatunki rodzaj szałwia Salvia ma charakter parafiletyczny. Ostatecznie w 2017 opublikowana została rewizja taksonomiczna umieszczająca gatunki dotąd tu zaliczane w randze podrodzaju Perovskia (Kar.) J.B.Walker, B.T.Drew & J.G. González. Podrodzaj Perovskia jest siostrzany względem podrodzaju rozmaryn Rosmarinus, a wraz z nim tworzy grupę siostrzaną kladowi obejmującemu część gatunków z rodzaju Salvia, włącznie z S. officinalis. Alternatywnie przedstawiono też rozwiązanie taksonomiczne zachowujące rodzaj Perovskia i dzielące rodzaj Salvia na 6 rodzajów monofiletycznych.
Wykaz gatunków
- Perovskia abrotanoides Kar. ≡ Salvia abrotanoides (Kar.) Sytsma – perowskia bylicowata[9]
- Perovskia angustifolia Kudrjasch. ≡ Salvia karelinii J.B.Walker
- Perovskia atriplicifolia Benth. ≡ Salvia yangii B.T.Drew
- Perovskia botschantzevii Kovalevsk. & Kochk. ≡ Salvia pobedimovae J.G.González
- Perovskia kudrjaschevii Gorschk. & Pjataeva ≡ Salvia kudrjaschevii (Gorschk. & Pjataeva) Sytsma
- Perovskia linczevskii Kudrjasch. ≡ Salvia klokovii J.B.Walker
- Perovskia scrophulariifolia Bunge  ≡ Salvia scrophulariifolia (Bunge) B.T.Drew
- Perovskia virgata Kudrjasch. ≡ Salvia bungei J.G.González